# El Desmonte, Guanajuato
El Desmonte är en ort i Mexiko.   Den ligger i kommunen San Diego de la Unión och delstaten Guanajuato, i den centrala delen av landet, 280 km nordväst om huvudstaden Mexico City. El Desmonte ligger 2 072 meter över havet och antalet invånare är 309.
Terrängen runt El Desmonte är huvudsakligen platt, men västerut är den kuperad. Runt El Desmonte är det ganska glesbefolkat, med 38 invånare per kvadratkilometer. Närmaste större samhälle är San Diego de la Unión, 6,8 km norr om El Desmonte. Omgivningarna runt El Desmonte är i huvudsak ett öppet busklandskap.